# 희망봉 항로

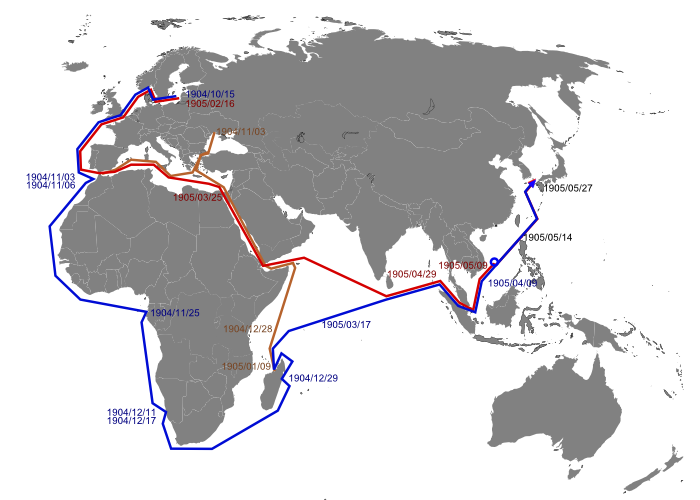

희망봉 항로(Cape Route)는 유럽과 아시아를 잇는 항로로 희망봉을 경유하는 항로이다. 수에즈 운하가 뚫리면서 중요성이 줄어들었다. 수에즈맥스를 넘는 케이프사이즈(Capesize)의 큰 배는 여전히 희망봉 항로를 이용한다.

## 같이 보기
- 동인도 회사